# Вставне слово
Вставне слово — це слово (або словосполучення), що входить до складу речення, але не є членом речення. Зазвичай виражає ставлення мовця до висловлювання, його оцінку, дає відомості про джерело повідомлення або зв'язок з контекстом та невпевненість.

## Синтаксис
Попри те, що вставне слово синтаксично не пов'язане з членами речення, воно може бути частиною його структури. При цьому воно виражає протиставні («втім», «але»), поступові («правда»), розділові («може») та інші види відносин.

## Пунктуація
Здебільшого, але не завжди, вставні слова виділяються розділовими знаками з обох сторін.
Не ставимо кому, якщо вставне слово стоїть на початку або наприкінці відокремленого звороту.

## Значення
1. Модальне значення
2. Буденність здійснюваного
3. Вказівка на джерело повідомлення
4. Вказівка на спосіб вираження думок
5. Заклик до співрозмовника
6. Вказівка на зв'язок і послідовність думок
7. Вираз почуттів мовця (радість, співчуття, здивування тощо), емоційна оцінка
8. Експресивне

## Групи за значенням
| Що виражають                                                                                    | Вставні слова | Приклади                                                    |
| 1. Упевненість, невпевненість, сумнів, передбачення тощо                                        | Безумовно, безперечно, без сумніву, дійсно, звичайно, правда, певна річ, здається, певно, мабуть, видно, може, може бути, очевидно тощо | І я був неправий, звичайно.                                 |
| 2. Емоційну оцінку повідомлюваного (радість, задоволення, жаль, здивування, незадоволення тощо) | На радість, на щастя, на жаль, як на біду, як навмисне, на сором, дивна річ тощо                                                        | Шкода, ми втрачаємо прекрасного солдата.                    |
| 3. Оцінку фактів з погляду їх звичайності                                                       | Як водиться, як завжди, було, бувало тощо                                                                                               | Отак, бува, німі вітри ячать, гойдаючи небес ясну колиску.  |
| 4. Вказівку на зв'язок думок, послідовність викладу                                             | По-перше, по-друге, нарешті, зрештою, інакше кажучи, наприклад, проте, однак, навпаки, отже, таким чином, значить, виходить тощо        | Ніжність, наприклад, описати математично неможливо.         |
| 5. Вказівку на способи оформлення думок, на експресивний характер висловлювання                 | Словом, правду кажучи, сказати правду, до речі, признатися по правді, ніде правди діти, грубо кажучи тощо                               | Хоч, правду кажучи, юнак у душі не вважав спів за професію. |
| 6. Вказівку на джерело повідомлення                                                             | З погляду, на думку, за повідомленням, як кажуть, каже, мовляв, як відомо, як указано, по-твоєму, по-моєму, по-вашому тощо              | На його думку, ситуація набуває загрозливого характеру.     |
| 7. Активізацію уваги слухача або читача                                                         | Знаєте, вірите, уявіть собі, зверніть увагу, зрозумійте тощо                                                                            | А завтра ж у мене, знаєш, важливі справи в місті.           |

## Морфологія
Питання про те, чи є вставне слово частиною мови, залишається відкритим. Деякі лінгвісти не вводять їх у свою класифікацію (Виноградов, наприклад, розглядає їх як спеціальний розряд). У Граматичному словнику Залізняка вставні слова виділені як особлива частини мови.